# Хенри Кроненберг
Хенри Кроненберг (енгл. Henry Kronenberg)  амерички је лекар ендокринолог и академик,  бивши шеф одељења за ендокринологију у Општој болници Масачусетс у Бостону и професор медицине на Медицинској школи Харвард. У ендокринологији је познат по раду на паратироидном хормону и коришћењу генетских модела миша да би се разумела улога паратироидног хормона и протеина повезаног са паратироидним хормоном у регулацији формирања и ремоделирања костију.

## Живот и каријера
Др Кроненберг је дипломирао на Универзитету Харвард, докторирао на Универзитету Колумбија, обуку за службеника медицинске куће у Општој болници у Масачусетсу за постдокторску обуку.
Др  Кроненберг је био председник Америчког друштва за истраживање костију и минерала и као члан Управног одбора Међународног друштва за кости и минерале (ИБМС). Тренутно је потпредседник Међународног друштва за кости и минерале. Био је и чал Савета ендокринолошког друштва и потпредседник за основне науке Ендокринолошког друштва, представник Ендокриног друштва у Управном одбору ФАСЕБ-а.
Радио је у студијској секцији Б НИХ за општу медицину и као члан Одбора научних саветника Националног института за стоматолошка и краниофацијална истраживања.
Тренутно је члан  Савета Националног института за артритис и мишићно-скелетне и кожне болести.

## Дело
Хенри М. Кроненберг води истраживачку групу која проучава деловање паратироидног хормона и протеина повезаних са паратироидним хормоном, са посебним нагласком на развој костију, биологију костију, хомеостази калцијума и улогу ћелија остеобластне лозе у хематопоези.
Лабораторија којом руководи др Кроненберга последњих година користила је низ генетски измењених сојева мишева да би утврдила улогу сигнализације ПТХ/ПТХрП рецептора у костима и идентитет и регулацију прекурсора остеобласта.  
Др Кроненберг је направио низ фундаменталних запажања од значаја за разумевање како неколико пептида регулише формирање и ремоделирање кости. Ово укључује:
- клонирање цДНК за паратироидни хормон,[3]
- идентификацију улоге протеина повезаног са паратироидним хормоном у ендохондралној осификацији кроз активацију Indian hedgehog протеина (ИХП),[4][5]
- студије које су идентификовале улогу хормона паратироидне жлезде у регулацији матичних ћелија коштане сржи.[6]

## Признања
Хенри М. Кроненберг је добитник награде Фред Конрад Кох за животно дело — највеће почасти Ендокринолошког друштва — којом се одаје признање појединцу за животно дело и изузетан допринос у области ендокринологије.